# 淘金潮
淘金潮（英語：Gold Rush），又稱淘金熱，是指當一個地區發現了數量上擁有商業價值的黃金時，大量移民工人湧入這個地區的時期。通常特指始自1849年，贯穿1850年代在美国加利福尼亚的发现大量黄金储量后的淘金浪潮。在这浪潮中的不仅有美国本地人，也有大量外籍移民，其中包括大量华人。

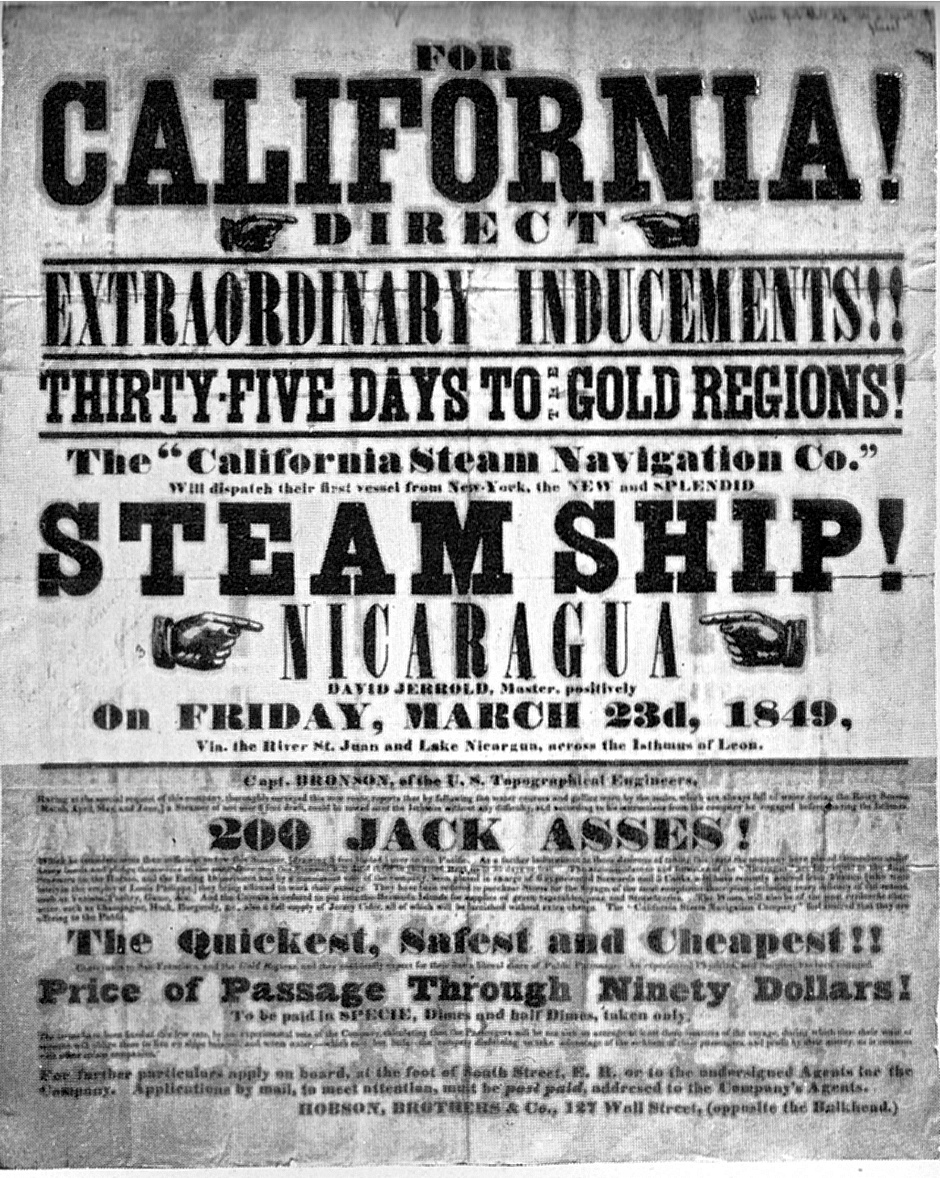
一張加州淘金潮的傳單

## 特色
淘金潮是19世紀文化的一個特色。造成上千人會同時拋棄工業革命時代的日常苦工，遷徙到產金區的因素包括有：
- 相對而言較進步的交通網路。
- 傳播媒體的進步使得有關黃金的傳言能夠形成連鎖效應。
- 對於社會現況的不滿。

傳言上，少數的淘金者能夠獲得財富，一些原料供給者（比如Levi's）和交易者能夠獲得不錯的金錢，但有為數眾多的人則屬於不幸運的一群，他們在未開拓的土地上忍受勞苦與貧困，但是最終卻只能得到微薄的報酬。
就人口統計學而言，一些淘金潮改變了殖民模式，造成先前極少開發地區的拓展，以及美國西岸的廣東移民。通常反映在流行歌曲中的淘金潮文化，則傾向於表現出一種粗野陽剛的個人形象。

## 地區
淘金潮的地區包括有：

### 北美

#### 美国
- 美國阿帕拉契山脈南部，亞特蘭大以北和夏洛特（Charlotte）以西一帶
- 喬治亞州，於1830年代末
- 加州，於1848年，即加州淘金潮
- 科羅拉多州，於1850年代末，即科羅搭多州淘金潮（英语：Pike's Peak Gold Rush）
- 內華達州北部，於1850年代開始
- 俄勒岡州東部，從1860年代到1870年代
- 蒙大拿州區域，於1863年開始
- 阿拉斯加州，於1898年

#### 加拿大
- 英屬哥倫比亞的菲沙河（Fraser Canyon）到卡里布（英语：Cariboo）一帶，於1858年到1860年
- 加拿大育空河流域的克朗代克河附近，於1896年，即克朗代克淘金潮

### 南美
- 火地群岛，于1883至1906年间，见火地群岛淘金潮

### 亚洲
- 马来西亚东部砂拉越首府——古晋境内的石隆门，由华工自19世纪初开始淘金，发生石隆门华工起义后由慕娘公司接手开采至20世纪初，共延续了上百年的淘金活动。

### 大洋洲
- 澳洲，於1851年，即維多利亞淘金潮（英语：Victorian gold rush）
- 紐西蘭的奧塔哥（Otago），於1861年之後，即中奧塔哥淘金潮

### 非洲
- 南非的川斯瓦（Transvaal），於1886年，往此地注入的大量採礦者成為了波瓦戰爭的導火線之一